# 天鵝臂
天鵝臂 （也有人稱之為外臂、矩尺臂或天鵝-矩尺臂）是從銀河中心延伸至外並且環繞著中心的四條主要螺旋臂之一。天鵝臂由半徑15.5± 2.8Kpc向外延伸至英仙臂之外。他的名稱來自於由地球觀察是穿越過天鵝座的緣故。
由於局部地區的重力變化，在不同的地區各自形成了不同形狀的螺旋臂，有些地區可以發現大量的恆星聚集。
'矩尺臂'則是天鵝臂靠近銀河中心的那一部分。
銀河系是太陽所在的星系，在宇宙中有許多與他相似或相同類型的星系存在著。這些星系都擁有為數眾多的恆星，並且在重力的作用下形成相對是扁平的盤面。這個盤面不停的旋轉者，並且在中心聚集著比外緣更多的恆星，以更高的速度在移動。這樣的結果導致從星系之外的上方或下方觀察，會看見恆星形成螺旋臂的形式。